# 石岩湖度假村
石岩湖度假村，又称石岩湖温泉度假村，位於中國廣東省深圳市宝安區石岩街道的石岩湖旁，占地面积3.9平方公里，歷史上此地的「玉勒湯湖」是清期「新安八景」之一。

## 历史
在明清时代，现在石岩的玉律村以温泉而闻名广东。在明天顺的《东莞旧志》及清康熙《新安县志》，都对玉律温泉有详细的记载。明天顺《东莞县志》载：“汤泉在黄金洞之北，药勒（玉勒）村前，乡人以为烹潭之所。”清康熙《新安县志》载：“汤井，在玉勒村，水温暖如汤，能疗疮疾；秋冬，泉有烟气，海防周希尹命砌以石。”
明万历九年（1518），广州府海防同知周希尹率兵追剿海盗路经新安时来此察看，见湖水温暖如汤，认为要加以保护，便使人在泉眼四周筑石成池，成为“汤井”(汤池)。清初屈大均将汤井列入广东名泉记载在《广东新语》里：“新安有汤井，在玉勒村，秋冬常有烟气。”上个世纪80年代，宝安建成石岩湖温泉度假村，温泉的源头便是玉律温泉。